# Chronologie de la Géorgie depuis 1991
 (janvier 2024).
 (octobre 2012).
Si vous disposez d'ouvrages ou d'articles de référence ou si vous connaissez des sites web de qualité traitant du thème abordé ici, merci de compléter l'article en donnant les références utiles à sa vérifiabilité et en les liant à la section « Notes et références ».
Cet article fait la chronologie de la république de Géorgie depuis son indépendance vis-à-vis de l'Union soviétique de 1991.

## 1991
- 5 janvier : début de la première guerre d'Ossétie du Sud.
- 9 avril : à 12 h 30, le Parlement du Conseil suprême de la république de Géorgie déclare la Restauration de l'Indépendance de la Géorgie vis-à-vis de l'Union soviétique. Zviad Gamsakhourdia est nommé chef d'État intérimaire.
- 26 mai : Zviad Gamsakhourdia est élu avec 86,5 % des suffrages exprimés à la présidence de la Géorgie. Il devient le premier porteur du titre.
- 19 août : le Premier ministre Tenguiz Sigoua (et d'autres membres du gouvernement) démissionne, afin de protester contre la lenteur des réformes économiques de Gamsakhourdia. Il fonde le premier parti de l'opposition de l'époque. Le même jour, le Parlement fait un appel à la population, accusant les forces de l'ombre du Kremlin de fomenter un coup d'État contre l'administration et demande à la population de rester calme.
- 23 août : le président Gamsakhourdia fait désarmer la Garde nationale et limoge le commandant Tenguiz Kitovani, qui rejoint l'opposition.
- 24 août : Tenguiz Kitovani fait quitter ses troupes anti-Gamsakhourdia en dehors de la capitale, Tbilissi, et se prépare à l'attaque dans la périphérie de la ville. Début de la guerre civile.
- 2 septembre : une grande manifestation anti-gouvernementale est dispersée brutalement par la police anti-révoltes de Zviad Gamsakhourdia.
- 22 décembre : les troupes de Kitovani retournent dans Tbilissi et prennent possession de plusieurs bâtiments officiels. Elles commencent à assiéger le Parlement, où s'était réfugié le président et les derniers membres du gouvernement restés fidèles à Gamsakhourdia.

## 1992
- 6 janvier : la Garde nationale rebelle prend le Parlement et capture le président Gamsakhourdia avec les membres de son gouvernement. La famille présidentielle parvient à s'échapper en direction de l'Azerbaïdjan. À la suite du coup d'État, les rebelles fondent le Conseil militaire de Géorgie dirigé par Tenguiz Kitovani et son allié Djaba Iosséliani.
- 6 février : les autorités abkhazes reconnaissent la domination de Tbilissi et autorisent les troupes géorgiennes à entrer dans Sokhoumi, ville aux mains des militants de Zviad Gamsakhourdia.
- 21 février : le Conseil militaire géorgien rétablit la Constitution de 1921.
- 10 mars : Edouard Chevardnadzé, dernier ministre des Affaires étrangères de l'Union soviétique (dissoute en décembre 1991), rentre en Géorgie où il est choisi comme chef d'État. Il abolit le Conseil militaire et est nommé à la tête du Conseil d'État de la Géorgie.
- 23 mars : la Communauté européenne reconnaît l'indépendance de la Géorgie. Elle sera suivie par les États-Unis le lendemain.
- 24 juin : des militants pro-Gamsakhourdia prennent de force la télévision d'État et diffusent un message radio annonçant le rétablissement du gouvernement légitime et la chute de la junte. Ils sont toutefois évacués après quelques heures.
- 25 juin : la Géorgie et onze autres pays signent l'acte de fondation de la Coopération économique de la mer Noire.
- 23 juillet : Le Parlement abkhaze rétablit la constitution soviétique de 1921 créant une union républicaine abkhaze séparée de la Géorgie. Tbilissi proclame cet acte comme illégal.
- 31 juillet : La Géorgie adhère à l'Organisation des Nations unies et devient officiellement un État indépendant.
- 4 août : le gouvernement géorgien proclame la fin de l'État d'urgence en place depuis le coup d'État. Ce jour est célébré comme le « Jour de la Réconciliation » et les supporters de Zviad Gamsakhourdia sont amnistiés.
- 18 août : les troupes géorgiennes de la Garde nationale de Tenguiz Kitovani (en conflit de facto avec Edouard Chevardnadzé) entrent en force à Sokhoumi dans le but de désarmer les indépendantistes abkhazes. Début de la Bataille de Sokhoumi.
- 31 août : un premier cessez-le-feu est déclaré en Abkhazie sous le mandat d'observateur de la fédération de Russie.
- 5 septembre : un nouveau cessez-le-feu est signé entre les autorités russes, abkhazes et géorgiennes. Les troupes de Tbilissi reçoivent le droit de rester à Sokhoumi.
- 2 octobre : reprise des combats entre les armées géorgiennes et les rebelles indépendantistes abkhazes, cette fois-ci dépourvus du soutien parlementaire local mais bénéficiant d'une alliance logistique avec la Russie.
- 11 octobre : Edouard Chevardnadzé est élu président du Parlement et entame son mandat sans opposition.
- 19 novembre : un troisième cessez-le-feu est proclamé avec les rebelles abkhazes et les troupes russes, qui quittent Sokhoumi avec la promesse d'un arrêt des combats. Le même jour, les autorités séparatistes de l'autre région sécessionniste, l'Ossétie du Sud, proclament l'indépendance vis-à-vis de la Géorgie.

## 1993
- 14 mars : les séparatistes abkhazes commencent à assiéger Sokhoumi. La Géorgie accuse Moscou d'aider les indépendantistes par des bombardements aériens sur la capitale abkhaze, alors loyale à Tbilissi.
- 20 mars : la Russie et la Géorgie signent un accord sur le marché commun et une alliance économique durable, alors que les Russes soutiennent parallèlement les sécessionnistes d'Abkhazie.
- 29 avril : alors que la ville est en pleins bombardements des forces séparatistes, Edouard Chevardnadzé visite Sokhoumi.
- 14 mai : Edouard Chevardnadzé et Boris Eltsine se rencontrent et signent un cessez-le-feu pour le conflit abkhaze. Un accord a également été signé selon lequel toutes les troupes russes devront quitter la Géorgie avant 1995.
- 5 juillet : la « Confédération des Peuples des Montagnes » (entité créée par des Caucasiens pour soutenir les sécessionnistes abkhazes) annoncent une mobilisation générale de leurs forces basées en Tchétchénie pour venir en aide aux Abkhazes.
- 10 juillet : tôt dans la matinée, 72 députés pro-Gamsakhourdia proclament à Zougdidi la restauration du gouvernement légitime géorgien.
- 27 juillet : un traité de paix est signé entre les autorités abkhazes et géorgiennes pour la fin de la guerre. La Russie s'accorde à envoyer des troupes de maintien de la paix en Abkhazie, tandis que les troupes de Tbilissi devront se retirer entièrement de la région.
- 28 août : les « Zviadistes » occupent militairement plusieurs communes de Géorgie occidentale.
- 15 septembre : Edouard Chevardnadzé suspend le Soviet Suprême de Géorgie.
- 16 septembre : les séparatistes abkhazes entament un assaut sur Sokhoumi avec l'aide de troupes tchétchènes.
- 19 septembre : Moscou et les autres membres de la Communauté des États indépendants imposent des sanctions sur l'Abkhazie. Edouard Chevardnadzé déclare alors l'état d'urgence en Géorgie pour revenir à l'ordre et tenter d'achever la guerre civile.
- 24 septembre : Zviad Gamsakhourdia retourne de son exil en Tchétchénie pour s'installer à Zougdidi, en tant que chef de la « république de Mingrélie-Abkhazie ».
- 27 septembre : Sokhoumi tombe dans les mains des indépendantistes abkhazes. Edouard Chevardnadzé, obligé de quitter en vitesse la capitale de la république autonome géorgienne, qualifie la Russie de l'Empire du Mal, tandis que les nouveaux possesseurs de Sokhoumi entament un génocide des Géorgiens.
- 1er octobre : près de 10 000 soldats pro-Gamsakhourdia prennent la ville portuaire de Poti, sur la mer Noire.
- 20 octobre : répondant aux demandes de Tbilissi, la Russie déploie 2 000 soldats en Géorgie pour protéger les lignes ferroviaires contre les forces de Zviad Gamsakhourdia.
- 2 novembre : les forces gouvernementales aidées par la marine russe reprennent Poti.
- 3 décembre : la Géorgie ratifie l'adhésion à la Communauté des États indépendants.
- 31 décembre : l'ancien président Zviad Gamsakhourdia meurt dans des circonstances mystérieuses. D'après sa femme, il se serait suicidé, mais les médias géorgiens prétendent qu'il serait mort à la suite de complications diabétiques. D'autres sources prétendent qu'il aurait été tué dans un combat rapproché ou bien même par ses gardes du corps.

## 1994
- 13 janvier : la Géorgie et la Russie signent un accord de coopération militaire bilatérale.
- 21 janvier : la Géorgie signe la Charte de Paris et entre définitivement au sein de l'Organisation pour la sécurité et la coopération en Europe.
- 24 mars : Tbilissi accuse les indépendantistes abkhazes de commettre un génocide sur les Géorgiens locaux.
- 16 avril : à la suite d'un référendum, 57,6 % des Géorgiens votent pour l'enclenchement de négociations avec les séparatistes d'Abkhazie.
- 3 mai : un décret présidentiel donne le statut de république autonome à l'Abkhazie et à l'Adjarie. Le statut de l'Ossétie du Sud reste encore sujet à négociations.
- 1er-2 juin : une commission abkhazo-géorgienne se rencontre à Sotchi (Russie) dans le but de régler le conflit dans le domaine technologique.
- 7 juin : le Parlement abkhaze décide d'adopter une nouvelle constitution, préservant le statut de république indépendante aux territoires contrôlés par les sécessionnistes. Celle-ci est censée entrer en vigueur lors du retour des Géorgiens exilés lors de la guerre dans la région (acte toujours en attente en 2009).
- 24 juin : la Russie déploie ses premiers contingents militaires dans la zone tampon du conflit, la rivière Ingouri.
- 17 août : l'Abkhazie signe un traité de coopération et d'amitié avec la république russe du Tatarstan. Tbilissi proteste contre Moscou pour avoir laissé se produire un tel acte le 24 août suivant.
- 30 novembre : Vladislav Ardzinba, un ancien chef mercenaire soviétique et chef des indépendantistes abkhazes depuis 1991, est élu premier président de la république d'Abkhazie. Son élection n'est pas validée par la communauté internationale qui ne reconnaît pas l'indépendance de la région.
- 15 décembre : le département d'État (Affaires étrangères) des États-Unis condamne les déclarations d'indépendance de l'Abkhazie et de l'Ossétie du Sud.

## 1995
- 21 mars : les Nations unies accusent le gouvernement séparatiste d'Ardzinba de perpétrer un nettoyage ethnique contre les Géorgiens d'Abkhazie.
- 23 mai : la république russe de Kabardino-Balkarie signe un traité d'amitié et de coopération avec l'Abkhazie indépendantiste. Le chef d'État géorgien Edouard Chevardnadzé se plaint à Boris Eltsine, alors président de Russie.
- 25 mai : les autorités abkhazes n'autorisent qu'un maximum de 200 entrées de Géorgiens dans la région de Gali par semaine.
- 9 août : à la suite du début de la Première guerre de Tchétchénie, les contingents tchétchènes en Abkhazie quittent la région pour combattre l'armée russe.
- 30 août : Edouard Chevardnadzé est victime d'une tentative d'assassinat quand sa voiture explose à la suite du déclenchement d'une bombe.
- 1er novembre : les gouvernements sécessionnistes d'Abkhazie et d'Ossétie du Sud déclarent qu'ils n'autoriseront pas les habitants des régions sous leur contrôle à voter dans les élections présidentielles géorgiennes du 5 novembre.
- 2 novembre : des représentants abkhazes et géorgiens se rencontrent à Moscou. Aucune solution au conflit n'est toutefois vraiment proposée.

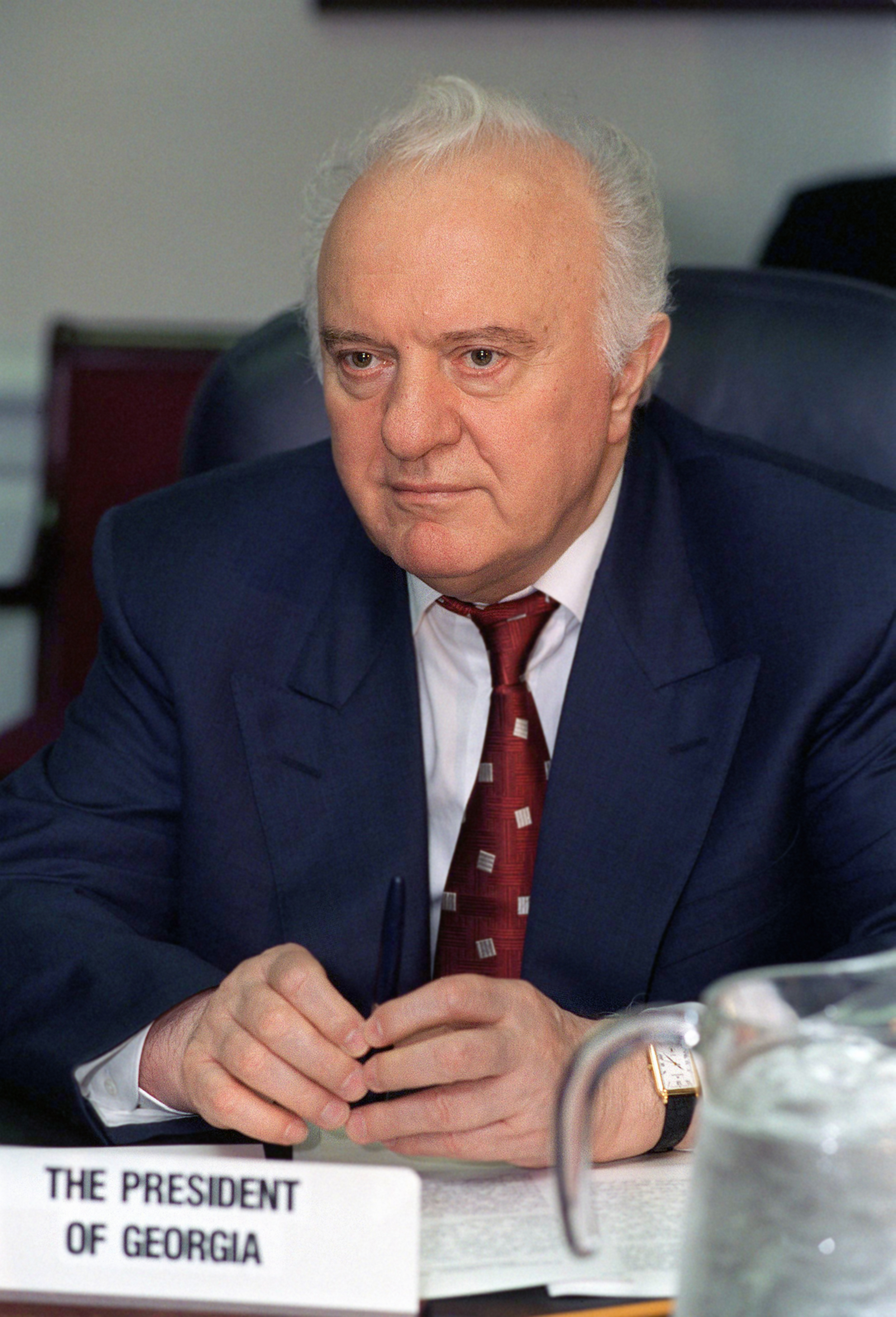
Edouard Chevardnadzé

- 5 novembre : Edouard Chevardnadzé est élu président de la République dès le premier tour des élections avec 74 % des suffrages exprimés. Son parti, l'Union des citoyens géorgiens, remporte quant à lui 91 des 225 sièges du Parlement au premier tour des élections législatives.
- 21 novembre : à la suite des accusations de Moscou, l'Abkhazie dénie les attaques faites par l'armée séparatiste envers les soldats de maintien de la paix russes du district de Gali. Le même jour, l'Union européenne promet une aide de 2 640 000 dollars à la Géorgie.
- 27 novembre : Edouard Chevardnadzé, sous la bénédiction du Patriarche Ilia II de Tbilissi, prête serment en tant que président de la Géorgie. Le Conseil d'État est dès lors officiellement dissout et la république de Géorgie est restaurée.

## 1996
- 19 janvier : les dirigeants de la Communauté des États indépendants imposent un blocus à l'Abkhazie en raison de la non-volonté des séparatistes de vouloir arrêter le conflit abkhazo-géorgien.
- 17 avril : le Parlement géorgien passe une résolution faisant de Tbilissi un étranger de la politique des sécessionniste d'Abkhazie et d'Ossétie du Sud. La Géorgie nie ainsi toute participation à des actes pro-géorgiens (manifestations, actes terroristes...) dans les régions indépendantistes.
- 26 mai : la Géorgie fête ses 5 ans d'indépendance (la fête est celle de la république démocratique de Géorgie) avec une grande parade militaire.
- 6 juillet : l'Organisation pour la sécurité et la coopération en Europe accuse les autorités abkhazes de perpétrer de graves violations des droits de l'Homme contre les Géorgiens.
- 26 septembre : Vladislav Ardzinba fait envoyer 300 soldats abkhazes pour réprimer la majorité géorgienne du district de Gali, au sud de l'Abkhazie.
- 2 octobre : le Parlement géorgien confirme la résolution du 17 avril et en rajoute une nouvelle, faisant de la crise abkhazo-géorgienne une priorité du chef d'État géorgien.
- 7 octobre : la situation interne en Abkhazie s'aggrave et avec l'approche des élections législatives du mois de novembre, les clans familiaux d'Otchamtchira et de Goudaouta commencent une guerre familiale.
- 23 novembre : l'Abkhazie organise ses premières élections législatives, remportées par le parti d'Ardzinba. L'OSCE, qui refusa d'envoyer des observateurs lors de ces élections, les condamne, tout comme le font Tbilissi et Moscou. En Géorgie, 99 % des réfugiés votent pour un plébiscite des élections parlementaires.

## 1997
- 27 mai : Edouard Chevardnadzé propose un statut d'autonomie élevé à l'Abkhazie à condition que celle-ci retourne dans le giron de Tbilissi.
- 10 juin : les troupes abkhazes se concentrent à la frontière de facto avec la Géorgie.
- 9 juillet : des conflits militaires entre troupes indépendantistes abkhazes et géorgiennes se produisent à la frontière entre les deux entités, brisant le cessez-le-feu.
- 31 juillet : l'ONU décide de prolonger son mandat d'observation en Géorgie jusqu'au 31 janvier 1998.
- 14 août : Soukhoumi et Tbilissi signent un accord de non-agression, éloignant la force des moyens de résolution du conflit abkhazo-géorgien. Toutefois, aucune mention sur les 200 000 Géorgiens réfugiés d'Abkhazie et le statut politique des régions séparatistes n'a été faite.
- 10 septembre : à Soukhoumi, des représentants de la Géorgie et de l'Abkhazie commencent un nouveau round dans les discussions sur la résolution du conflit abkhazo-géorgien.
- 1er octobre : Vladislav Ardzinba et Ievgueni Primakov se rendent à Tbilissi pour la première fois depuis la guerre de 1992-1993 pour des négociations entre les autorités séparatistes abkhazes et géorgiennes.
- 24 octobre : L'Abkhazie prétend avoir perdu 5 000 soldats pendant la guerre. Le même jour, le Parlement séparatiste vote une loi pour instaurer des purges contre les collaborateurs avec le gouvernement géorgien.
- Novembre : alors que la Russie arrête son blocus économique contre l'Abkhazie et l'Ossétie du Sud, de nouvelles tentatives de négociations se déroulent à Genève pour tenter d'achever les conflits indépendantistes.
- 7 novembre : la Géorgie accuse officiellement les autorités abkhazes d'avoir mené un génocide contre les Géorgiens.

## 1998

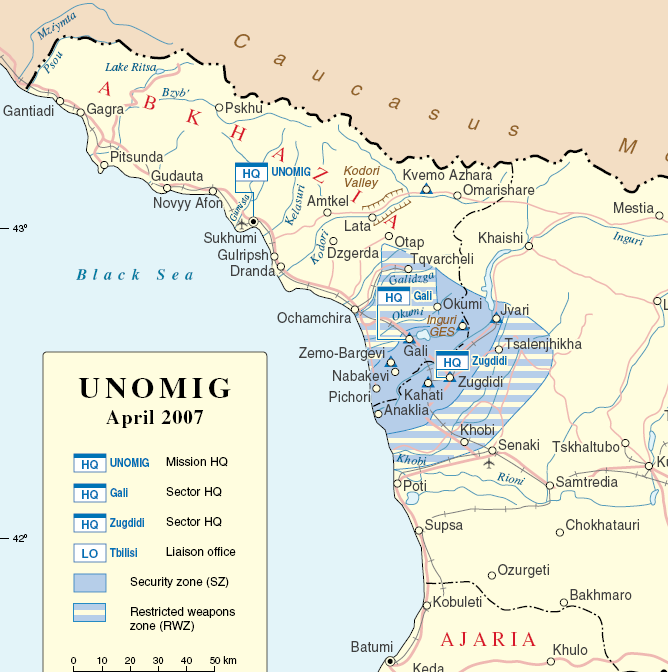
Localisation du district de Gali

- 26 janvier : la Géorgie et l'Abkhazie signent un protocole de commission jointe contre le terrorisme dans la région séparatiste.
- 9 février : Edouard Chevardnadzé sort vivant d'une nouvelle tentative d'assassinat.
- 2 mars : Tbilissi publie les chiffres des victimes faites durant la guerre d'Abkhazie de 1992-1993. Selon le camp géorgien, 7 000 soldats furent tués par les séparatistes abkhazes, tandis que le coût total de la guerre fut de 2,5 milliards de lari.
- 14 mars : les autorités abkhazes organisent des élections législatives. Tbilissi et Moscou les dénoncent comme anti-démocratiques.
- 18 mai : des membres de guérillas géorgiennes pénètrent en Abkhazie et tuent 17 miliciens indépendantistes dans le village de Repi (district de Gali).
- 20 mai : une lourde armée des sécessionnistes abkhazes pénètre dans le district de Gali, majoritairement habité par des Géorgiens. Début de la Guerre d'Abkhazie de 1998.
- 25 mai : à la suite de l'aggravation de la situation dans la région séparatiste d'Abkhazie, les délégations géorgiennes et abkhazes atteignent un accord à Gagra.
- 26 mai : les troupes abkhazes prennent contrôle de tout le district de Gali. Fin de la Guerre d'Abkhazie de 1998.
- 16 juillet : à la suite d'une résolution de la Douma du mois précédent, les troupes frontalières russes quittent la frontière entre la Géorgie et la Russie.
- 31 juillet : la Russie déploie des troupes d'observation en Abkhazie pour remplacer la mission de l'ONU.
- 15 août : Moscou accuse les troupes géorgiennes et abkhazes de ne pas respecter le cessez-le-feu du 25 mai.
- 25 septembre : le gouvernement géorgien dément avoir participé à la Guerre du mois de mai.
- 27 septembre : Edouard Chevardnadzé propose une seconde fois d'offrir à l'Abkhazie et à l'Ossétie du Sud un haut statut d'autonomie au sein d'une Fédération de Géorgie.
- 16-18 octobre : les délégations abkhazes et géorgiennes organisent des négociations à Athènes.
- 18 octobre : une partie de l'armée géorgienne se mutine mais sont arrêtés par les autorités de Tbilissi à Koutaïssi.
- 17 novembre : des Zviadistes organisent une révolte en Géorgie occidentale.
- 24 novembre : la Russie envoie plus de troupes en Abkhazie.
- 17-18 décembre : des discussions entre la Géorgie, l'Abkhazie et l'Ossétie du Sud sont organisés à Genève.

## 1999
- 20 janvier : des dizaines de membres pro-géorgiens de certains partis politiques et organisations d'Abkhazie manifestent devant plusieurs ambassades géorgienne, en demandant à l'ONU de reconnaître le génocide sur les Géorgiens en Abkhazie.
- 29 janvier : les Nations unies rallongent leur mandat en Géorgie jusqu'au 31 juillet.
- 2 avril : un convoi transportant quatre gouvernementaux abkhazes est attaqué dans la région séparatiste. Ils sont tous blessés, mais aucun n'en meurt. Le même jour, la Communauté des États indépendants réaffirme son soutien envers Tbilissi pour les conflits séparatistes.
- 9 avril : l'Assemblée populaire d'Abkhazie proteste contre l'apport de soutien à la Géorgie par Moscou.
- 27 avril : la Géorgie entre officiellement dans le Conseil de l'Europe grâce à l'accord des autorités géorgiennes de rapatrier des Turcs Meskhètes (déportés par Staline) et au début des résolutions des conflits séparatistes.
- 10 mai : l'Organisation des Nations unies demande à l'Abkhazie de faire son possible pour mettre un terme au conflit séparatiste. Toutefois, Vladislav Ardzinba, leader indépendantiste de la région, demande par la même occasion à Moscou d'arrêter d'imposer aux régions sécessionnistes un blocus économique.
- 7-9 juin : Une conférence réunissant des délégations d'Abkhazie et de Géorgie se réunit à Istanboul.
- 18 novembre : à l'occasion de la réunion de l'Organisation pour la sécurité et la coopération en Europe (OSCE) à Istanboul en Turquie, la décision de lancer le projet d'un oléoduc reliant la mer Caspienne à la mer Méditerranée est prise. Début du projet de l'Oléoduc Bakou-Tbilissi-Ceyhan.

## 2000
- 22 février : à la suite du début des campagnes présidentielles géorgiennes dont les élections auront lieu en avril, Edouard Chevardnadze prépare sa candidature en visitant l'Adjarie, région au bord du sécessionnisme depuis 1993. Une visite avec le dirigeant régional, Aslan Abachidze, s'est soldé par une complication entre Tbilissi et la république autonome.
- 9 avril : Edouard Chevardnadze est réélu à la présidence de la République pour un second mandat avec 80 % des suffrages exprimés. Ses adversaires dénoncent une farce électorale.
- 11 mai : à la suite du départ de Vaja Lortkipanidze, Guiorgui Arsenichvili est nommé ministre d'État de la Géorgie.
- 8 août : à la suite de la disparition de trois officiels de la Croix-Rouge dans la Gorge de Pankissi (majoritairement peuplée de Tchétchènes), l'organisation non-gouvernementale suspend son mandat en Géorgie.

## 2001
- 25 mai : un groupe de soldats de l'armée géorgienne se mutine pour protester contre les mauvaises conditions de vie de la société militaire de la Géorgie.
- 1er juillet : à la suite d'une conférence à Istanboul, la Russie doit retirer ses troupes de la base militaire abkhaze de Goudaouta. Toutefois, Moscou ne suit pas ces obligations.
- 5 juillet : à la suite du refus de la Russie de coopérer, des centaines de Géorgiens manifestent devant l'ambassade russe à Tbilissi contre le président Vladimir Poutine.
- 7 juillet : l'opposition au gouvernement Chevardnadze est officiellement créée quand les partis minoritaires parlementaires et non-parlementaires s'unissent sous la direction de Djemal Goguitidze.
- 13 juillet : les tensions s'augmentent dans la Vallée de Pankissi quand les Géorgiens locaux prennent en otage des commandants tchétchènes réfugiés de Russie.

Drapeau de l'Adjarie semi-indépendantiste de 2000 à 2004

- 21 juillet : à la suite de la détérioration des relations entre Batoumi et Tbilissi, le gouvernement géorgien accuse Aslan Abachidze de coopérer avec les indépendantistes d'Abkhazie.
- 19 septembre : le ministre de la Justice Mikheil Saakachvili démissionne de son poste pour protester contre le gouvernement corrompu de la Géorgie.
- 26 septembre : en raison des tensions grandissantes entre Tbilissi et Moscou ces derniers mois, le président Chevardnadze déclare qu'il est prêt à négocier avec la Russie pour achever les conflits caucasien, notamment celui des Tchétchènes qui se sont réfugiés en Kakhétie.
- 3 octobre : des conflits militaires se produisent dans le village abkhaze de Goulribchi entre séparatistes et guérillas géorgiennes. Début de la Crise de Kodori de 2001.
- 4 octobre : un groupe de Tchétchènes et de Géorgiens commandés par le général Rouslan Gelaïev pénètrent en Basse-Abkhazie par la Gorge de Kodori. Ils attaquent le même jour le village de Guiorguievskoï.
- 8 octobre : un hélicoptère des Nations unies transportant des observateurs internationaux est abattu au-dessus de la Vallée de Kodori, dernière région abkhaze encore fidèle à Tbilissi. L'incident fait neuf morts.
- 18 octobre : après deux semaines de combats, les troupes abkhazes réussissent à reprendre contrôle de la frontière abkhazo-géorgienne. Fin de la Crise de Kodori de 2001 et défaite de la Géorgie.
- 19 octobre : à la suite de la victoire sécessionniste, la Russie fait pénétrer de nouvelles unités en Abkhazie pour venir en aide aux soldats de maintien de la paix déjà sur place, accusés par Tbilissi de crimes de guerre durant la Crise. Le même jour, une explosion de bombe dans la Vallée de Kodori un soldat mort du côté géorgien.
- 23 octobre : Edouard Chevardnadze et son homologue arménien Robert Kotcharian signent à Erevan un traité de coopération, d'amitié et de défense mutuelle pour les quinze-vingt prochaines années.
- 26 octobre : Moscou déclare que l'armée russe a quitté la base militaire abkhaze de Goudaouta. Tbilissi salue la déclaration.
- 30 octobre : des membres de la police gouvernementale pénètrent de force dans la station de télévision de Roustavi-2 afin de punir les journalistes opposants. Certains membres de l'administration Chevardnadze dénonce un non-respect de la liberté d'expression.
- 31 octobre : à la suite d'imposantes manifestations pour protester contre les évènements de la veille, le ministre de la Sécurité Vakhtang Koutateladze démissionne de son poste.
- 21 décembre : le président Edouard Chevardnadze décide de renvoyer les membres de son gouvernement pour arrêter la crise de Roustavi-2. Avtandil Djorbenadze devient le nouveau ministre d'État.

## 2008
- Nettoyage ethnique des Géorgiens en Ossétie du Sud